# 寬頭喜泳鯰
寬頭喜泳鯰（學名：Xyliphius kryptos），為輻鰭魚綱鯰形目蝌蚪鯰科的其中一種，為熱帶淡水魚類，分布於南美洲馬拉開波湖流域，體長可達11公分，棲息在底層水域，生活習性不明。